# Garibaldina
La garibaldina o garibaldi és una mena de samarreta amb mànigues, generalment de colors llampants, oberta pel davant i amb botons per a cordar-la. A l'hivern es porta sobre la camisa o entre aquesta i la samarreta. Aquest mot prové del nom del polític italià G. Garibaldi, els partidaris del qual duien camises (de fet, bruses) vermelles, tot i que hi ha un possible influx del mot galavardina.